# Friedo Lampe
Moritz Christian Friedrich Lampe (genannt Friedo) (* 4. Dezember 1899 in Bremen; † 2. Mai 1945 in Kleinmachnow) war ein deutscher Schriftsteller, Bibliothekar und Verlagslektor.

## Biografie
Lampe war der Sohn des Versicherungskaufmanns Friedrich Lampe und Anna Lampe, beide hatten zwei Söhne. Er verbrachte seine Jugendjahre in Bremen-Walle und ab 1914 am Osterdeich 86 in einer neuen Jugendstilvilla der Familie. Wegen einer Kindheitserkrankung (Knochentuberkulose) war er von 1905 bis 1907 in dem Kindersanatorium Dr. Schlicht auf Norderney; eine leichte Gehbehinderung war die Folge. Er besuchte von 1907 bis 1919 eine private Volks- und dann die Oberrealschule Dechanatsstraße (Handelsschule Bremen). Im Ersten Weltkrieg war er 1917/18 beim Militärersatzdienst im E/Res. Inf. Regiment Nr. 75.

Er studierte von 1920 bis 1928 Literaturwissenschaft, Kunstgeschichte und Philosophie an der Universität Heidelberg, der Universität Leipzig, der Universität München und der Universität Freiburg, wo er 1928 über Goeckingks Lieder zweier Liebenden zum Doktor der Philosophie promovierte.
Zurück in Bremen arbeitete er für den Schünemann Verlag, u. a. als Mitarbeiter von Schünemanns Monatsheften. Nachdem Lampe während der Weltwirtschaftskrise entlassen worden war, ließ er sich bei Erwin Ackerknecht an der staatlichen Büchereischule in Stettin zum Volksbibliothekar ausbilden, als welcher er 1932 bei den Hamburger Öffentlichen Bücherhallen angestellt wurde.
Ab 1934 lebte Lampe in Berlin. Als Autor gehörte er einem Kreis an, der im Hause des jüdischen Arztes Lothar Luft zusammenkam (die Gebrüder Joachim Maass und Edgar Maass gehörten ebenso dazu wie Martin Beheim-Schwarzbach und, von München aus, Wilhelm Emanuel Süskind). 1937 trat er als Lektor in den Berliner Verlag seines Bremer Landsmannes Ernst Rowohlt ein und war nach Gleichschaltung des Verlags Lektor sowohl bedeutender Schriftsteller wie u. a. Hans Fallada als auch für Debütanten wie Heinrich Goertz für die Verlage Goverts, Diederichs und Henssel tätig. Er war mit Horst Lange und Oda Schaefer befreundet, denen er gern vorlas.

Im Zweiten Weltkrieg wurde er 1944/45 dienstverpflichtet im Seehaus des Außenamtes in Wannsee. Im Krieg ausgebombt, kam er schließlich bei der von ihm lektorierten Autorin Ilse Molzahn in Kleinmachnow unter, wo er am 2. Mai 1945 von sowjetischen Soldaten erschossen wurde, die in ihm wahrscheinlich einen SS-Mann vermuteten, weil er dem Foto in seinem Wehrpass nicht mehr ähnlich sah. Er wurde in einem Kriegsgrab als Volkssturmmann auf dem Waldfriedhof Kleinmachnow bestattet.

## Literarischer Werdegang und Rezeption
Sein erstes Buch Am Rande der Nacht wurde kurz nach seinem Erscheinen im Oktober 1933 von den Nazis beschlagnahmt und eingezogen, weil er in ihm u. a. eine Liebesbeziehung zwischen einer bremischen Hausfrau und einem Schwarzen angedeutet sowie relativ offen homosexuelle Neigungen dargestellt hatte. Die Ballade Das dunkle Boot (1936) und der zweite Roman Septembergewitter (1937) konnten zwar unbehelligt erscheinen, blieben aber weitestgehend unbeachtet. Der Band Von Tür zu Tür. Zehn Geschichten und eine, 1944 fertiggestellt, konnte erst posthum (1946) ausgeliefert werden. So wird Lampes Klage verständlich: „Ich habe eben immer Pech mit meinen Büchern.“
In der Bundesrepublik erging es seinen Werken lange kaum besser. Obwohl Kollegen wie Hermann Hesse, Wolfgang Koeppen, Alfred Andersch, Hans Bender, Heinz Piontek und Peter Härtling wiederholt nachdrücklich auf Lampe hinwiesen, konnten die beiden Ausgaben des Gesamtwerks (1955, 1986) lediglich schleppenden Absatz verzeichnen. Das hat sich erst mit der neuen, von der Friedo-Lampe-Gesellschaft veranlassten kritischen Edition geändert, die seit 1999, dem 100. Geburtstag des Autors, im Göttinger Wallstein Verlag beheimatet ist und seit 2002 in drei Einzelbänden vollständig vorliegt (sie wurden von dtv zunächst auch als Taschenbuchausgabe angeboten). Den Anstoß dafür gaben die von Johannes Graf zu Beginn der 1990er Jahre festgestellten, teils erheblichen textlichen Abweichungen der beiden Kurzromane von den Erstausgaben im nach dem Krieg erschienenen Gesamtwerk (1955 u. 1986). Inzwischen liegen beide Romane – unter Berücksichtigung der im Deutschen Literaturarchiv verwahrten Manuskripte – in den Druckfassungen von 1933 und 1937 vor, zudem sind sämtliche Erzählungen, Gedichte und Texte aus dem Nachlass in den ursprünglichen Fassungen in der Neuausgabe von Von Tür zu Tür. Phantasien und Capriccios gebündelt worden. In den 2018 von Thomas Ehrsam vorgelegten zwei Bänden mit den Briefen und Zeugnissen sind erstmals auch Lampes kritische Schriften zu Literatur und Kunst sowie seine so knappen wie klugen Nachworte enthalten.
1997 erinnerte Patrick Modiano in seinem Roman Dora Bruder an den Autor von Am Rande der Nacht. Auch das akademische Interesse an dem aus Bremen gebürtigen Schriftsteller ist in den letzten Jahren stetig gewachsen, und zu den älteren französischen und niederländischen Übersetzungen sind italienische Versionen der beiden Romane getreten, liegen inzwischen auch englische und spanische Fassungen von Am Rande der Nacht vor. 2020 erschien bei Wallstein die erste umfassende Lebensschilderung von Johann-Günther König: Friedo Lampe. Eine Biographie.
Lampe, der sich in der griechisch-römischen Antike ebenso gut auskannte wie im 18. und 19. Jahrhundert, aber auch mit der Literatur des Fin de Siècle und der internationalen Moderne vertraut war, ordnete sich dem magischen Realismus zu (den er selbst bei Goethe aufzuspüren meinte). Lyrisch dichte, rhythmisierte und atmosphärisch angereicherte Prosa und regional eingefärbte umgangssprachliche Dialoge wechseln sich ab. Er verwendete in seinen Werken häufig eine an den Film angelehnte Darstellungstechnik: Schnitte, Schwenks, Überblendungen.
Ehrungen
- Der Friedo-Lampe-Weg in Bremen-Oberneuland wurde nach ihm benannt.
- In Bremen wirkte von 1995 bis 2012 die Friedo-Lampe-Gesellschaft e. V.

## Bibliographie
Erstausgaben
- Am Rande der Nacht. Rowohlt, Berlin 1934. Neuausgabe: Wallstein, Göttingen 1999, 2022, hg. von Johannes Graf, ISBN 3-89244-391-2.
  - Französisch: Au bord de la nuit. Übersetzt von Eugène Badoux. Editions L’Age d’Homme, Lausanne 1970. Neuausgabe: Vorwort von Daniel Rondeau. éditions 10/18, Paris 1987, ISBN 2-264-01025-8.
  - Niederländisch: Bij het vallen van de duisternis. Onweer in september. Übersetzt von Martin Mooij. Tango, Leiden 1974.
  - Italienisch: Ai margini della notte Übersetzt von Giovanni Nadiani. Mobydick, Faenza 2001, ISBN 88-8178-168-9.
  - Englisch: At the Edge of the Night. Übersetzt von Simon Beattie. Hesperetus, London 2019.
  - Spanisch: Al hilo des la noche. Übersetzt von Miguel Ángel Álvarez und Max Lacruz. Editorial Funambulista, Madrid.
- Das dunkle Boot. Dulk, Hamburg 1936
- Septembergewitter. Rowohlt, Berlin [u. a.] 1937. Neuausgabe: Wallstein, Göttingen 2001, 2022, hg. von Jürgen Dierking, ISBN 978-3-89244-449-7.
  - Französisch: Orage de septembre. Übersetzt von Eugène Badoux. Editions L’Age d’Homme, Lausanne 1976. Neuausgabe: Vorwort von Daniel Rondeau. éditions 10/18, Paris 1987, ISBN 2-264-01024-X.
  - Italienisch: Temporale a settembre. Übersetzt von Giovanni Nadiani. Mobydick, Faenza 2002, ISBN 88-8178-232-4.
- Von Tür zu Tür. H. Goverts, Hamburg 1944 und Claassen & Goverts, 1946 (Digitalisat).
- Ratten und Schwäne. Mit einem Anhang aus dem Nachlass. Roman. Rowohlt, 1949.

Werkausgabe und Sammlungen
- Das Gesamtwerk. Rowohlt, Hamburg 1955, hg. von Johannes Pfeiffer. Neuausgabe: Rowohlt, Reinbek 1986. Mit einem Nachwort von Jürgen Dierking und Johann-Günther König
- Von Tür zu Tür. Phantasien und Capriccios. Wallstein, Göttingen 2002, 2022, hg. von Johann-Günther König (ohne Septembergewitter; dafür mit allen Geschichten, Gedichten und Texten auch aus dem Nachlass).
- Briefe und Zeugnisse. Hrsg. von Thomas Ehrsam. 2 Bände. Wallstein, Göttingen 2018, ISBN 978-3-8353-3150-1 (enthält erstmals die gesamte überlieferte Korrespondenz Friedo Lampes).

Herausgeberschaft
- Lebendiges 18. Jahrhundert. Bremen [u. a.]: Rot und Schwarz Drucke, 1933
- Das Land der Griechen. Berlin: Die Waage, 1940
- In der Deutschen Reihe (Jena: Diederichs, 1943/44) versah er die Hefte Nr. 122, 124, 126, 128, 131, 133, 140, 142, 143 und 144 jeweils mit einem Nachwort:
  - Franz Grillparzer: Der arme Spielmann.
  - Wilhelm Hauff: Phantasien im Bremer Ratskeller.
  - Joseph Freiherr von Eichendorff: Eine Meerfahrt.
  - Marie von Ebner-Eschenbach: Die Freiherren von Gemperlein.
  - Karl Postl (Sealsfield): Das Blockhaus am Red River.
  - Ulrich Braeker: Des Geißhirten erste Liebe.
  - Heinrich von Kleist: Der Zweikampf.
  - Achim von Arnim: Wunder im Alltag.
  - Johann Wolfgang von Goethe: Der Prokurator/Die Verwirrung des jungen Ferdinand/Der ertrunkene Knabe.
  - Jeremias Gotthelf: Die Wassernot im Emmenthal.

Adaptionen
Hörspiel:
- Septembergewitter. Hörspiel in zwei Teilen nach dem gleichnamigen Roman von Friedo Lampe. Bearbeitung und Regie: Christiane Ohaus. Sprecher: Sylvester Groth, Antje von der Ahe, Hannah Detken, Fritz Fenne, Guido Gallmann, Jakob Gleim, Konstantin Graudus, Renato Grünig, Wolfram Grüsser, Ingeborg Heidorn u. a., Radio Bremen / DeutschlandRadio Berlin / Norddeutscher Rundfunk 2003.[5]

Film:
- Septembergewitter Fernsehfilm nach dem gleichnamigen Roman von Friedo Lampe. Drehbuch und Regie Rainer Wolffhardt. Radio Bremen 1968.(mit Hans Tügel).